# Diễn viên đóng thế
Diễn viên đóng thế (cascadeur) là những diễn viên chuyên đóng thế trong những tình huống nguy hiểm.

## Tổng quan
Một diễn viên đóng thế thường thực hiện các pha nguy hiểm để sử dụng trong phim hoặc truyền hình. Các pha nguy hiểm được thấy trong phim và truyền hình bao gồm các vụ tai nạn xe hơi, ngã từ độ cao lớn, kéo ngã (ví dụ ngã ngựa) và các vụ nổ.
Có rủi ro cố hữu trong việc thực hiện tất cả các công việc đóng thế. Rủi ro lớn nhất tồn tại khi thực hiện đóng thế trước khán giả xem trực tiếp. Trong các buổi biểu diễn được quay phim, các cơ chế an toàn có thể được chỉnh sửa xóa khỏi phim khi làm hậu kỳ. Trong các buổi trình diễn trực tiếp, khán giả có thể thấy rõ hơn nếu người biểu diễn thực sự làm những gì họ tuyên bố hoặc có vẻ như làm vậy. Để giảm thiểu nguy cơ thương tích hoặc tử vong, hầu hết các pha nguy hiểm đều được biên đạo hoặc trang bị các thiết bị để làm cho chúng trông có vẻ nguy hiểm, nhưng trên thực tế quá trình thực hiện đều trải qua các cơ chế an toàn. Mặc dù đã được theo dõi kỹ và kèm các cơ chế bảo vệ, các pha đóng thế vẫn còn rất nguy hiểm và thử thách sức khỏe của người đóng thế.
Từ khi ra đời như một kỹ năng chuyên nghiệp vào đầu những năm 1900 đến những năm 1960, các pha nguy hiểm thường được thực hiện bởi các chuyên gia đã từng được đào tạo về chuyên ngành trước khi bước vào ngành công nghiệp điện ảnh. Các diễn viên đóng thế trên phim và truyền hình hiện tại ở Mỹ phải được đào tạo trên nhiều lĩnh vực bao gồm võ thuật và chiến đấu trên sân khấu và phải là thành viên được đào tạo có chứng nhận của một tổ chức đóng thế chuyên nghiệp để có được bảo hiểm cần thiết để biểu diễn trên sân khấu hoặc truyền hình.